# 李翔鳳
李翔鳳（？—1646年），清朝政治人物。
順治元年，擔任山東布政使司右參政、分守濟南。順治二年，任湖廣布政使司參政，兼按察使司僉事、上江防兵備道。順治二年至三年，任江西巡撫，以右副都御史。